# Chrysacris
Chrysacris is een geslacht van rechtvleugeligen uit de familie veldsprinkhanen (Acrididae). De wetenschappelijke naam van dit geslacht is voor het eerst geldig gepubliceerd in 1983 door Zheng.

## Soorten
Het geslacht Chrysacris omvat de volgende soorten:
- Chrysacris albilinea Zheng & Shi, 1993
- Chrysacris albonemus Zheng, Zhang & Zeng, 2011
- Chrysacris albovittatus Li & Chen, 1988
- Chrysacris changbaishanensis Ren, Zhang & Zheng, 1994
- Chrysacris flavida Liang & Jia, 1992
- Chrysacris heilongjiangensis Ren, Zhang & Zheng, 1991
- Chrysacris humengensis Ren & Zhang, 1993
- Chrysacris jiamusi Ren, Zhao & Hao, 2002
- Chrysacris manzhoulensis Zheng, Ren & Zhang, 1996
- Chrysacris montanis Zhang, Zheng & Zhang, 1993
- Chrysacris qinlingensis Zheng, 1983
- Chrysacris robusta Lian & Zheng, 1987
- Chrysacris sinucarinata Zheng, 1988
- Chrysacris stenosterna Niu, 1994
- Chrysacris tato Zheng & et al., 1992
- Chrysacris viridis Lian & Zheng, 1987
- Chrysacris wulingshanensis Zheng, 1993